# Лудза
Лудза (произношение) (на латвийски: Ludza; до 1920 г. – Люцин) е град в източна Латвия, намиращ се в историческата област Латгале. Градът е административен център на район Лудза. Лудза се намира на 269 km от столичния град Рига.

## История
Лудза е един от най-старите градове на територията на Латвия. За първи път градът е споменат в руските хроники приблизително през 1173 – 1177 г. По това време районът е заселен от латгалийци, които създават твърдина, около която започват да се заселват хора. През 1399 г. Ливонският орден издига замък, който да служи като отбранителен пост в източната част на Ливония. През 1777 г. Лудза получава статут на град от руската императрица Екатерина II.

## Естонско малцинство
Естонското малцинство в Лудза, познати в Естония още като Селяните от Лудза (на естонски: Lutsi maarahvas), са група от етнически естонци живяла близо до Лудза.
Повечето от тези естонци се предполага, че са се преместили тук през 17 век, въпреки най-първите заселвания са от по-рано. По време на феодализма и честите смени на управляващите Лудза естонците запазват оригиналния си произход и етнографски характеристики. Всички представители на това малцинство били католици и поддържали връзка с латвийците и беларусите, живеещи с тях. На повечето от
естонците рядко им се налагало да говорят на какъвто и да е друг език освен естонски, защото дори и църковните служби се водели на родния им език. Въпреки това мнозинството от тях владеело до известна степен латвийски, руски, а дори и полски.
Това статукво се запазва до 19 век, когато католическата им църква минава под опеката на латвийците, а руският става официален език в района. По това време в региона живеят едва 4000 души от естонското малцинство.
През 70-80-те години на 20 век в района е имало около 20 души останали от някогашното естонско малцинство в района.

## Галерия
- Руини на Лудзинския замък
- Яков Кулнев
- Католически храм
- Храм на Руската православна църква
- Музикално училище
- Лютеранска църква
- Здание на бившата синагога
- Еврейско гробище